# Municipio de Jackson (condado de Charles Mix)
El municipio de Jackson (en inglés: Jackson Township) es un municipio ubicado en el condado de Charles Mix en el estado estadounidense de Dakota del Sur. En el año 2010 tenía una población de 154 habitantes y una densidad poblacional de 0,87 personas por km².

## Geografía
El municipio de Jackson se encuentra ubicado en las coordenadas 43°11′11″N 98°44′55″O / 43.18639, -98.74861. Según la Oficina del Censo de los Estados Unidos, el municipio tiene una superficie total de 177.34 km², de la cual 155,41 km² corresponden a tierra firme y (12,37 %) 21,93 km² es agua.

## Demografía
Según el censo de 2010, había 154 personas residiendo en el municipio de Jackson. La densidad de población era de 0,87 hab./km². De los 154 habitantes, el municipio de Jackson estaba compuesto por el 97,4 % blancos, el 1,3 % eran amerindios y el 1,3 % eran de una mezcla de razas. Del total de la población el 0 % eran hispanos o latinos de cualquier raza.